# Catedral del Sagrado Corazón (Orán)
La Catedral del Sagrado Corazón (en árabe: كاتدرائية وهران; en francés: Cathédrale du Sacré-Cœur d'Oran) es una antigua catedral ubicada en la Plaza de la Kahina, en el Bulevar Hammou - Boutlélis, en Orán, al norte del país africano de Argelia.
El edificio de la iglesia fue construido entre 1904 y 1913 con el diseño de Albert Ballu, un arquitecto del Gobierno de Argelia, y por la empresa de Auguste y Gustave Perret. La estructura de la iglesia es de hormigón armado, lo que hizo la primera iglesia construida por este sistema en los territorios franceses de ultramar. Fue inaugurada el 30 de abril de 1930.
Fue la catedral de la diócesis de Orán hasta que se convirtió en una biblioteca regional en 1984, luego en una biblioteca pública en 1996.